# Trzciniak samotny
Trzciniak samotny (Acrocephalus rehsei) – gatunek ptaka z rodziny trzciniaków (Acrocephalidae). W języku nauruańskim nazywany itsirir.

## Występowanie
Występuje endemicznie na Nauru w liczbie około 5000 osobników. Ze względu na niewielką powierzchnię wyspy (21,3 km², z czego areał lęgowy wynosi około 18 km²), gatunek ten został uznany przez IUCN za Gatunek bliski zagrożenia (NT, Near Threatened).
Najczęściej zamieszkuje lasy na stromych zboczach wyspy, ale również przybrzeżne ogrody. Zasiedla ponadto regenerujące się po zniszczeniach górniczych zarośla w centralnej części Nauru.

## Cechy gatunku
Trzciniak średniej wielkości, długości około 15 cm, z cienkim i prostym dziobem. W ubarwieniu dominuje kolor szary: górna część ciała szarooliwkowa, brzuch brudnobiały.

## Pożywienie
Trzciniak samotny jest gatunkiem owadożernym. Insektów szuka najczęściej w koronach palm kokosowych.

## Zagrożenia
Wydobywanie fosforytów na wyspie przez blisko 80 lat spowodowało zniszczenie około 80–90% jej powierzchni (pod koniec XX wieku 80% wyspy, a w szczególności jej centralna część, przypominało krajobraz księżycowy). W dzisiejszych czasach wydobycie jest na tyle małe, że trzciniak samotny zdołał przystosować się do warunków środowiska, a jedynym zagrożeniem dla niego są introdukowane na wyspę szczury niszczące gniazda ptaków z rodzaju Acrocephalus i powodujące spadek ich liczebności. Różne zjawiska pogodowe, takie jak cyklony, nie stanowią większego zagrożenia dla trzciniaka samotnego, gdyż jego populacja nie jest skupiona w jednym miejscu na wyspie, a raczej równomiernie rozmieszczona.